# Blombacka
Blombacka is een plaats in de gemeente Karlstad in het landschap Värmland en de provincie Värmlands län in Zweden. De plaats heeft 212 inwoners (2005) en een oppervlakte van 101 hectare.

## Verkeer en vervoer
Bij de plaats loopt de Riksväg 63.
Door de plaats loopt een spoorlijn.